# Майк Дагган
Майкл Едвард Дагган (англ. Mike Duggan; нар. 15 липня 1958, Детройт, Мічиган, США) — американський політик і бізнесмен. Був обраний мером Детройта у 2013 році.

## Біографія
Дагган народився в Детройті 15 липня 1958 року в родині Патрика Джеймса Даггана. Вчився в католицькій школі. У 1980-му отримав ступінь в Мічиганському університеті, а в 83-му ще одну (юриспруденція).
Був заступником голови округу Уейн з 1987 по 2001 рік. У 2000 році його обрали прокурором округу. До свого обрання на пост мера, Дагган був директором медичного центру. Одружений, є діти.